# Нела Маленькая Репортёрка
Нела (англ. Nela; родилась в 2005 году), также известна как Нела Маленькая Репортёрка (англ. Nela the Little Reporter; пол. Nela Mała Reporterka) — путешественница, автор книг о путешествиях и телепрограмм, которые транслировались на национальном польском телевидении TVP ABC. Является четырёхкратным победителем премии Empik Bestseller. В 2016 году шесть её книг, главной героиней которых является она сама, вошли в ТОП-10 самых продаваемых детских изданий в сети Empik 2016 года.

## Биография
Польская писательница, теле- и радиоведущая родилась в 2005 году. Стала известна благодаря серии детских книг, в которых она делится своей страстью к путешествиям и открытию мира. Первое произведение юной писательницы было опубликовано в 2014 году, когда Неле было 8 лет. 
Продвижением и изданием книг Нелы занималось издательство Burda Books. Нела Маленькая Репортёрка рассказывает о своих экспедициях, связанных с посещением разных уголков мира, в своих книгах, передачах на телевидении и радио.
Издание Puls Biznesu рассказывало о том, что на встречи с маленькой путешественницей одновременно приходят до 1500 человек. Нела путешествует со своими родителями, они помогают дочери документировать, записывать и выпускать программы. Первую программу она записала, когда ей было 9 лет. Чтобы защитить частную жизнь девочки, не раскрываются никакие подробностей о Неле и её семье, но уверяют, что Нела не является «маркетинговым продуктом» — она сама пишет книги с редакционной помощью своей матери.
В 2015 году Нела стала самой юной писательницей, получившей премию Empik Bestseller. В том же году польский журнал Gość Niedzielny рассказал о том, что в свои 10 лет Нела, известная детям по программам о путешествиях на TVP ABC, побывала на четырёх континентах и в ряде стран и территорий, среди которых Танзания, Занзибар, Филиппины, Таиланд, Малайзия, Камбоджа, Индонезия, Перу, Боливия, Чили, Эфиопия и Кения.
В 2016 году книга «Нела за полярным кругом» решением Министерства народного просвещения Польши была включена в программу дополнительных школьных чтений.
В 2018 году фильм Нелы «Лагуна поющего кита» вошёл в номинацию «Образовательная продукция для школьников» на фестивале детского образовательного кино Japan Prize. До принятия участия в международном конкурсе премьера снятого в Гренландии фильма «Лагуна поющего кита» состоялась в декабре 2017 года в Польше на канале TVP ABC.
К 2019 году Нела написала 12 книг.

## Достижения
- Премия Empik Bestseller 2015 в номинации самая популярная книга в категории «Детская литература» за книгу «Нела и тайны мира»[5]
- Премия Empik Bestseller 2016 в номинации самая популярная книга в категории «Детская литература» за книгу «По следам Нелы через джунгли, моря и океаны»[9]
- Премия Empik Bestseller 2017 в номинации самая популярная книга в категории «Детская литература» за серию книг для детей[10][11]
- Премия Empik Bestseller 2018 в номинации самая популярная книга в категории «Детская литература» за книгу «Нела на острове райских птиц»[3]

## Книги Нелы
Полный список книг Нелы:
- «10 удивительных приключений Нелы» 2014 г., ISBN 978-83-7596-529-2
- «Нела на 3 континентах» 2014 г., ISBN 978-83-7596-603-9
- «Нела и тайны мира» 2015 г., ISBN 978-83-7596-607-7
- «Нела на тропе приключений» 2015 г., ISBN 978-83-7596-620-6
- «По следам Нелы через джунгли, моря и океаны» 2016 г., ISBN 978-83-7596-626-8
- «Нела на полярном круге» 2016 г., ISBN 978-83-7596-642-8
- «Нела и сокровища Карибского моря» 2017 г., ISBN 978-83-7596-647-3
- «Нела и тайны океанов» 2017 г., ISBN 978-83-7596-644-2
- «Нела и полярные животные» 2017 г., ISBN 978-83-8053-309-7
- «Нела на острове райских птиц» 2018 г., ISBN 978-83-8053-366-0
- «Нела и тайны дальних земель» 2018 г., ISBN 978-83-8053-454-4
- «Нела и путешествие в сердце джунглей» 2018 г., ISBN 978-83-805-3482-7
- «Нела и направление Антарктика» 2019 г., ISBN 978-83-805-3559-6
- «Нела в стране китов» 2019, ISBN 978-83-805-3644-9
- «Нела на острове Кенгуру» 2020 г., ISBN 978-83-954-7890-1
- «Приключение Нелы в глубинах океана» 2021, ISBN 978-83-954789-3-2
- «Нела в стране вомбатов» 2021 г., ISBN 978-83-954789-5-6